# Soledad Salinas
Pour les articles homonymes, voir Salinas.
Soledad Salinas, plus connue sous le nom de Solita Salinas de Marichal, née en 1920 à Séville et morte le 9 novembre 2007 à Cuernavaca (Mexique), est la fille du poète espagnol Pedro Salinas et épouse de Juan Marichal, professeur d'université et essayiste. Elle est une critique littéraire espagnole.

## Biographie
Née en 1920 à Séville, Soledad Salinas grandit à Madrid. Avec sa famille, elle fuit la Guerre d'Espagne et s'exile aux États-Unis.
Elle est célèbre par ses analyses des textes de poètes espagnols tels que Rafael Alberti, dans son ouvrage El mundo poético de Rafael Alberti,,, de même que des poètes hispanoaméricains dans son livre España en la poesía hispanoamericana.
Elle publie à titre posthume les poésies de son père, le poète Pedro Salinas, notamment : 
- Poesías completas (1975), ré-édité en 1981
- Ensayos completos (1983)
- Cartas de amor a Margarita (1984), ré-édité en 1986.

Par ailleurs, elle écrit également un livre de contes et légendes.
Elle meurt le 9 novembre 2007 à Cuernavaca, au Mexique, à l'âge de 87 ans, à la suite d'un infarctus.